# Barranc de la Font (Eroles)
El barranc de la Font és un barranc del terme municipal de Tremp que s'origina dins de l'antic terme de Fígols de Tremp i va a abocar-se en el barranc de Ricós, encara en el mateix terme municipal.
Es forma a 783 m. alt., al nord-est del poble d'Eroles, al sud de les Masies de Pera Antoni.
Discorre de nord a sud un breu tram, i després es decanta cap al sud-est, marcant una vall paral·lela a l'antic termenal entre Fígols de Tremp i Gurp de la Conca.
Finalment, aiguavessa en el barranc de Ricós al sud-est del poble d'Eroles.